# Джосатекі Курівіту
Джосатекі Курівіту (англ. Josateki Kurivitu) — фіджійський футболіст, який грав на позиції нападника. У складі національної збірної Фіджі Курівіту брав участь у першому розіграші Кубку націй ОФК — Кубку націй ОФК 1973 року. На турнірі нападник зіграв у 3 матчах попереднього раунду, в яких відзначився 1 забитим м'ячем у матчі проти збірної Нових Гебридів, ставши одним із двох футболістів фіджійської збірної, які зуміли відзначитись забитими м'ячами на турнірі.